# Giro d’Italia 2024
Der Giro d’Italia 2024 war die 107. Austragung der italienischen Grand Tour. Das Straßenradrennen startete am 4. Mai 2024 in Turin und ging am 26. Mai 2024 in Rom zu Ende. Die Rundfahrt führte über 21 Etappen und beinhaltete zwei Ruhetage. Der Giro d’Italia war auch im Jahr 2024 ein Teil der UCI WorldTour.
Gesamtsieger wurde der Slowene Tadej Pogačar (UAE Team Emirates), der das Maglia Rosa auf der 2. Etappe übernahm und sechs Etappen gewinnen konnte. Er gewann die bislang schnellste Austragung des Giro d’Italia mit einem Vorsprung von neun Minuten und 56 Sekunden, dem größten Zeitunterschied seit dem Jahr 1965. Platz zwei ging an den Kolumbianer Daniel Felipe Martínez (Bora-hansgrohe), dessen Vorsprung 28 Sekunden auf den Gesamtdritten Geraint Thomas (Ineos Grenadiers) betrug.
Weiterhin gewann Tadej Pogačar auch die Bergwertung, während Jonathan Milan (Lidl-Trek) zum zweiten Mal in Folge die Punktewertung für sich entschied. In der Nachwuchswertung setzte sich der Italiener Antonio Tiberi (Bahrain Victorious) durch, der als Gesamtfünfter einen Rückstand von zwölf Minuten und 49 Sekunden auf Tadej Pogačar aufwies. Die Mannschaftswertung gewann das französische Decathlon AG2R La Mondiale Team.

## Teilnehmende Mannschaften und Fahrer
Nach dem Reglement der Union Cycliste Internationale waren die 18 UCI WorldTeams zum Start berechtigt und verpflichtet. Zudem qualifizierten sich automatisch die zwei in der UCI-Weltrangliste des Vorjahres bestplatzierten UCI ProTeams Lotto Dstny und Israel-Premier Tech. Da die belgische Lotto Dtsny Mannschaft auf ihr Startrecht verzichtete, konnte der Veranstalter drei Wildcards vergeben. Diese erhielten die UCI Pro Teams VF Group-Bardiani CSF-Faizanè, Polti-Kometa und das Tudor Pro Cycling Team. Für jedes Team sind acht Fahrer startberechtigt. Am 2. Mai 2024 – zwei Tage vor Beginn der Rundfahrt – wurden die Fahrer im Rahmen einer Teampräsentation am Castello del Valentino in Turin vorgestellt.
| WorldTeams (18)- Alpecin-Deceuninck - Arkéa-B&B Hotels - Astana Qazaqstan Team - Bahrain Victorious - Bora-Hansgrohe - Cofidis - Decathlon-AG2R La Mondiale - EF Education-EasyPost - Groupama-FDJ - Ineos Grenadiers - Intermarché-Wanty - Lidl-Trek - Movistar Team - Soudal Quick-Step - Team dsm-firmenich PostNL - Team Jayco AlUla - Team Visma \| Lease a Bike - UAE Team Emirates ProTeams (4)- Israel-Premier Tech - Polti Kometa - Tudor Pro Cycling Team - VF Group-Bardiani CSF-Faizané |
| |

Gesamtklassement
Als Top-Favorit galt der Slowene Tadej Pogačar (UAE Team Emirates), der in den Jahren 2020 und 2021 die Tour de France gewann und im Jahr 2024 das Double aus Giro d’Italia und Tour de France anpeilt, was zuletzt Marco Pantani im Jahr 1998 gelungen war. Mit der Katalonien-Rundfahrt bestritt Tadej Pogačar in der laufenden Saison bislang nur ein Etappenrennen, bei dem er sich jedoch vier der sieben Etappen sicherte und so die Gesamtwertung, Punktewertung und Bergwertung gewann. Weiters siegte er bei der Strade Bianche und dem Monument Lüttich–Bastogne–Lüttich, wo er sich nach langen Solofahrten durchsetzte. Sein einziges weiteres Rennen im Vorfeld des Giro d’Italia war Mailand–Sanremo, wo er als Dritter ebenfalls auf dem Podium stand. Auf den Bergetappen erhielt Tadej Pogačar Unterstützung von Rafał Majka und Felix Großschartner, während ihm auf den flacheren Etappen in erster Linie Domen Novak, Mikkel Bjerg und Vegard Stake Laengen zur Verfügung standen.
Neben Tadej Pogačar starteten mit Geraint Thomas (Ineos Grenadiers) und Nairo Quintana (Movistar Team) zwei weitere Grand-Tour-Sieger bei der Rundfahrt. Wie bereits im Vorjahr konnte Geraint Thomas in seiner Vorbereitung auf die Italien-Rundfahrt keine Top-Resultate einfahren. Mit der Algarve-Rundfahrt, Katalonien-Rundfahrt und der Tour of the Alps absolvierte er zuvor drei Etappenrennen, wobei er Letztere auf dem 13. Gesamtrang beendete. Mit Thymen Arensman, der den Giro d’Italia des Vorjahres als Gesamtsechster beendete, Tobias Foss, Magnus Sheffield, Jhonatan Narváez und Filippo Ganna, konnte der 37-jährige Brite auf ein starkes Team bauen. Nairo Quintana bestritt nach seiner einjährigen Abwesenheit von der UCI WorldTour den Giro d’Italia zum dritten Mal. Im Vorfeld des Giro d’Italia konnte der Gesamtsieger des Jahres 2014 jedoch nicht mit seinen Leistungen überzeugen. Im Jahr 2024 bestritt er die Tour Colombia und die Katalonien-Rundfahrt, wobei er Letztere nicht zu Ende fuhr. Unterstützung erhielt Nairo Quintana von seinem jüngeren Landsmann Einer Rubio, der im Vorjahr eine Bergankunft des Giro d’Italia gewann und Elfter der Gesamtwertung wurde.
Weitere bekannte Gesamtklassement-Fahrer waren Cian Uijtdebroeks (Team Visma-Lease a Bike), Ben O’Connor (Decathlon AG2R La Mondiale Team), Daniel Felipe Martínez (Bora-hansgrohe), Romain Bardet (Team dsm-firmenich PostNL), Eddie Dunbar, Lucas Plapp (beide Team Jayco AlUla), Damiano Caruso (Bahrain Victorious) und Alexei Luzenko (Astana Qazaqstan Team). Neben Cian Uijtdebroeks, Thymen Arensman und Lucas Plapp galten auch Antonio Tiberi (Bahrain Victorious) und Florian Lipowitz (Bora-hansgrohe), der zuvor mit dem dritten Gesamtrang bei der Tour de Romandie aufzeigte, als potentielle Siegesanwärter in der Nachwuchswertung.
Punkte- und Bergwertung
Mit Tim Merlier (Soudal Quick-Step), Fabio Jakobsen (Team dsm-firmenich PostNL), Caleb Ewan (Team Jayco AlUla), Jonathan Milan (Lidl-Trek), Olav Kooij (Team Visma-Leasa a Bike), Kaden Groves (Alpecin-Decuninck), Fernando Gaviria (Movistar Team), Danny van Poppel (Bora-hansgrohe), Sebastián Molano (UAE Team Emirates), Phil Bauhaus (Bahrain Victorious), Ethan Vernon (Israel-Premier Tech), Alberto Dainese (Tudor Pro Cycling Team) und Max Kanter (Astana Qazaqstan Team) gingen etliche Top-Sprinter bei der 107. Austragung an den Start. Hinzu kamen mit Biniam Girmay (Intermarché-Wanty), Christophe Laporte (Team Visma-Leasa a Bike), Laurence Pithie (Groupama-FDJ), Matteo Trentin (Tudor Pro Cycling Team), Quinten Hermans (Alpecin-Decuninck) und Luke Lamperti (Soudal Quick-Step) weitere endschnelle Fahrer, die auch mit hügeligem Terrain gut zurechtkamen.
Für die Bergwertung waren Fahrer wie Michael Woods (Israel-Premier Tech), Juan Pedro López (Lidl-Trek), Mauri Vansevenant (Soudal Quick-Step), Filippo Zana (Team Jayco AlUla), Michael Storer (Tudor Pro Cycling Team), Lorenzo Fortunato (Astana Qazaqstan Team), Esteban Chaves, Jefferson Cepeda (beide EF Education-EasyPost), Simon Geschke (Cofidis) und Domenico Pozzovivo (VF Group-Bardiani CSF-Faizanè) zu nennen, die voraussichtlich auf Etappensiege fahren durften und sich nicht in die Dienste eines Kapitäns stellen mussten.
Zeitfahren
In den beiden Einzelzeitfahren galten in erster Linie Tadej Pogačar (UAE Team Emirates) und Filippo Ganna (Ineos Grenadiers) als Favoriten, wobei dem erstgenannten der hüglige Kurs der 7. Etappe entgegenkam. Weitere Fahrer mit Zeitfahr-Qualitäten waren Geraint Thomas, Magnus Sheffield, Thymen Arensman, Tobias Foss (alle Ineos Grenadiers) und Mikkel Bjerg (UAE Team Emirates).

## Strecke
Insgesamt mussten auf den 21 Etappen 3317,2 Kilometer und 44.650 Höhenmeter zurückgelegt werden, was einem Tagesschnitt von 157,9 Kilometern entspricht. Im Jahr 2024 fand der Giro d’Italia ausschließlich in Italien statt. Auf dem Programm standen: sechs flache, fünf hüglige und acht Bergetappen, von denen sechs mit einer Bergankunft endeten. Zudem wurden zwei Etappen als Einzelzeitfahren ausgetragen, die insgesamt 71,8 Kilometer der Gesamtdistanz ausmachten. Im Vergleich zum Vorjahr blieb die Zahl der Zeitfahrkilometer konstant, während die Anzahl der Anstiege, die über 2000 Meter führen, deutlich abnahm. Der höchste Punkt der Rundfahrt (Cima Coppi) wurde auf der 17. Etappe mit dem 2218 Meter hohen Sellajoch erreicht, da das Stilfser Joch wegen Lawinengefahr aus dem Programm genommen werden musste und der Umbrailpass wetterbedingt nicht befahren wurde. Eine Besonderheit stellten die Schotter-Sektoren der 6. Etappe dar, die jedoch nur 11,6 Kilometer der Strecke ausmachten.

### Etappenliste
Die folgende Tabelle zeigt die Etappen mit Datum, Start- und Zielort, Kategorisierung und Etappenlänge. Außerdem sind der Etappensieger und der jeweils Führende in der Gesamtwertung nach der Etappe angegeben. In der ersten Spalte sind die Einzelartikel zu jeder Etappe mit detaillierten Angaben zu Platzierung und Rennverlauf angegeben.
| Etappe     | Datum   | Etappenorte                                      | type                 | Länge (km) | Höhenmeter (m) | Etappensieger          | Gesamtführender  |
| ---------- | ------- | ------------------------------------------------ | -------------------- | ---------- | -------------- | ---------------------- | ---------------- |
| 1. Etappe  | 4. Mai  | Venaria Reale – Turin                            | Hügelige Etappe      | 140        | 1.850 m        | Jhonatan Narváez       | Jhonatan Narváez |
| 2. Etappe  | 5. Mai  | San Francesco al Campo – Sacro Monte di Oropa    | Mittelschwere Etappe | 161        | 2.300 m        | Tadej Pogačar          | Tadej Pogačar    |
| 3. Etappe  | 6. Mai  | Novara – Fossano                                 | Flachetappe          | 166        | 750 m          | Tim Merlier            | Tadej Pogačar    |
| 4. Etappe  | 7. Mai  | Acqui Terme – Andora                             | Hügelige Etappe      | 190        | 1.700 m        | Jonathan Milan         | Tadej Pogačar    |
| 5. Etappe  | 8. Mai  | Genua – Lucca                                    | Hügelige Etappe      | 178        | 1.700 m        | Benjamin Thomas        | Tadej Pogačar    |
| 6. Etappe  | 9. Mai  | Viareggio – Rapolano Terme                       | Hügelige Etappe      | 180        | 1.900 m        | Pelayo Sánchez         | Tadej Pogačar    |
| 7. Etappe  | 10. Mai | Foligno – Perugia                                | Einzelzeitfahren     | 40,6       | 400 m          | Tadej Pogačar          | Tadej Pogačar    |
| 8. Etappe  | 11. Mai | Spoleto – Prati di Tivo                          | Hochgebirgsetappe    | 152        | 3.850 m        | Tadej Pogačar          | Tadej Pogačar    |
| 9. Etappe  | 12. Mai | Avezzano – Neapel                                | Flachetappe          | 214        | 1.300 m        | Olav Kooij             | Tadej Pogačar    |
|            | 13. Mai | 1. Ruhetag                                       | Ruhetag              |            |                |                        |                  |
| 10. Etappe | 14. Mai | Pompei – Cusano Mutri                            | Hochgebirgsetappe    | 142        | 2.850 m        | Valentin Paret-Peintre | Tadej Pogačar    |
| 11. Etappe | 15. Mai | Foiano di Val Fortore – Francavilla al Mare      | Flachetappe          | 207        | 1.850 m        | Jonathan Milan         | Tadej Pogačar    |
| 12. Etappe | 16. Mai | Martinsicuro – Fano                              | Hügelige Etappe      | 193        | 2.100 m        | Julian Alaphilippe     | Tadej Pogačar    |
| 13. Etappe | 17. Mai | Riccione – Cento                                 | Flachetappe          | 179        | 150 m          | Jonathan Milan         | Tadej Pogačar    |
| 14. Etappe | 18. Mai | Castiglione delle Stiviere – Desenzano del Garda | Einzelzeitfahren     | 31,2       | 100 m          | Filippo Ganna          | Tadej Pogačar    |
| 15. Etappe | 19. Mai | Manerba del Garda – Livigno                      | Hochgebirgsetappe    | 222        | 5.400 m        | Tadej Pogačar          | Tadej Pogačar    |
|            | 20. Mai | 2. Ruhetag                                       | Ruhetag              |            |                |                        |                  |
| 16. Etappe | 21. Mai | Laas – St. Christina in Gröden                   | Hochgebirgsetappe    | 118,4      | 2.151 m        | Tadej Pogačar          | Tadej Pogačar    |
| 17. Etappe | 22. Mai | Wolkenstein in Gröden – Passo Brocon             | Hochgebirgsetappe    | 159        | 4.200 m        | Georg Steinhauser      | Tadej Pogačar    |
| 18. Etappe | 23. Mai | Fiera di Primiero – Padua                        | Flachetappe          | 178        | 550 m          | Tim Merlier            | Tadej Pogačar    |
| 19. Etappe | 24. Mai | Mortegliano – Sappada                            | Mittelschwere Etappe | 157        | 2.850 m        | Andrea Vendrame        | Tadej Pogačar    |
| 20. Etappe | 25. Mai | Alpago – Bassano del Grappa                      | Hochgebirgsetappe    | 184        | 4.200 m        | Tadej Pogačar          | Tadej Pogačar    |
| 21. Etappe | 26. Mai | Rom – Rom                                        | Flachetappe          | 125        | 300 m          | Tim Merlier            | Tadej Pogačar    |

### Grande Partenza im Piemont

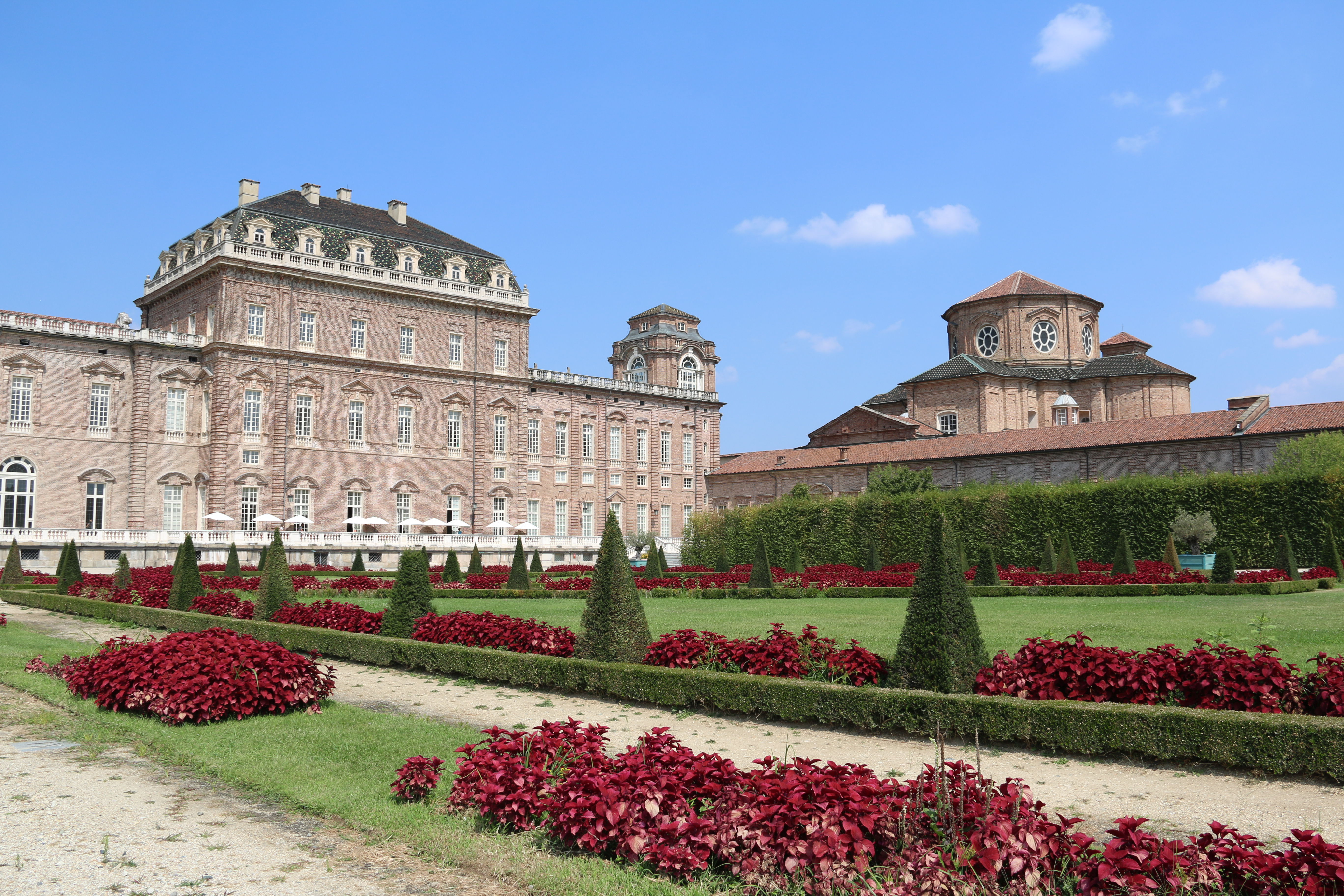
Das Schloss Venaria Reale

Nach 1961, 2011 und zuletzt 2021 fand der Auftakt des Giro d’Italia bereits zum vierten Mal in Turin statt. Als Startort der 1. Etappe diente wie schon 2011 das Schloss Venaria Reale, das im Norden der Stadt liegt. Auf dem ersten Abschnitt mussten mehrere Anstiege, wie die Auffahrt zur Superga und der Colle della Maddelena überquert werden, ehe sich das Ziel neben der Chiesa della Gran Madre di Dio befand. Die 2. Etappe ging mit der ersten Bergankunft bei der Wallfahrtskirche von Oropa zu Ende, die am Ende einer 11,8 Kilometer langen Steigung auf einer Höhe von 1142 Metern liegt. Die Auffahrt nach Oropa stand zuletzt im Jahr 2017 im Programm der Italien-Rundfahrt und zählt zu den bekanntesten Anstiegen des Rennens. Tags drauf wurde der erste flache Abschnitt zwischen Novara und Fossano ausgetragen. Auch die 4. Etappe wurde im Piemont gestartet, ehe die Strecke an die Ligurische Küste führte und in Andora endete. Die letzten 60 Kilometer der Streckenführung wurden auf jenen Straßen absolviert, die jährlich einen Abschnitt des Klassikers Mailand–Sanremo bilden.

### Erste Woche: Über den Apennin in den Süden

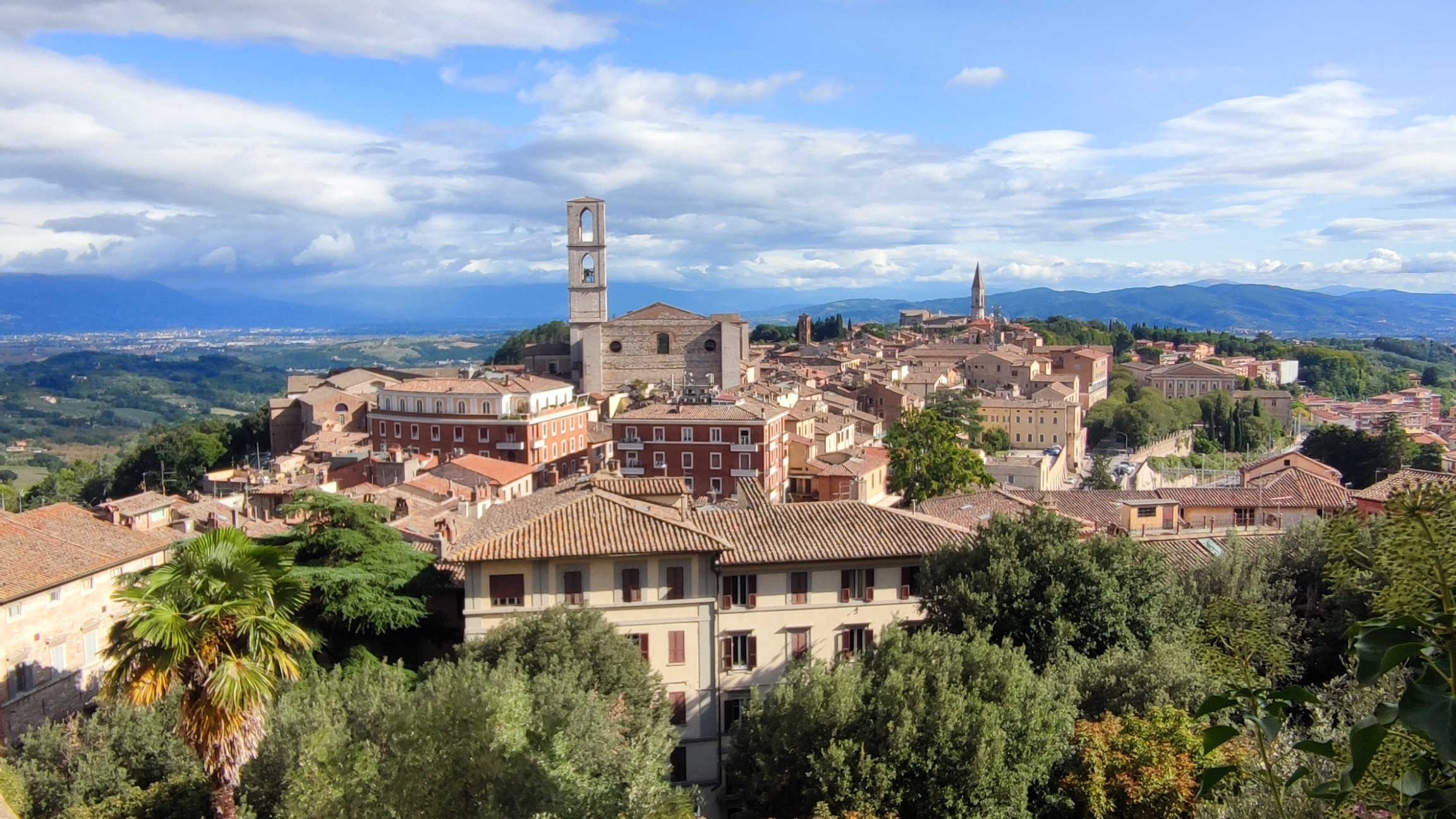
Blick auf Perugia, dem Zielort des ersten Einzelzeitfahrens

Die 5. Etappe des Giro d’Italia führte von Genua aus ins südliche Lucca. Die 6. Etappe wurde zur Gänze in der Toskana ausgetragen und beinhaltete die durch die Strade Bianche bekannten Schotter-Sektoren der Region. Die drei unbefestigten Abschnitte machten jedoch nur 11,6 Kilometer der Streckendistanz aus, ehe das Ziel in Rapolano Terme erreicht wurde. Auf der 7. Etappe stand das erste Einzelzeitfahren auf dem Programm, das auf einer Länge von 38,5 Kilometern die beiden Städte Foligno und Perugia verband. Die letzten 6,5 Kilometer der großteils flachen Streckenführung wurden auf einem Anstieg zurückgelegt, der die Fahrer ins Zentrum von Perugia leitete. Im Zuge der 8. Etappe führte die Strecke in den Apennin, wo die zweite Bergankunft der Rundfahrt stattfand. Der Schlussanstieg von Prati di Tivo (1450 m) wies dabei auf einer Länge von 14,6 Kilometer eine Durchschnittssteigung von 7 % auf. Zum Abschluss der ersten Woche wurde wie bei den letzten beiden Austragungen eine Zielankunft in Neapel abgehalten, wobei das Streckenprofil im Vergleich zu den vorangegangenen Jahren deutlich flacher war.

### Zweite Woche: Entlang der Adria in den Norden

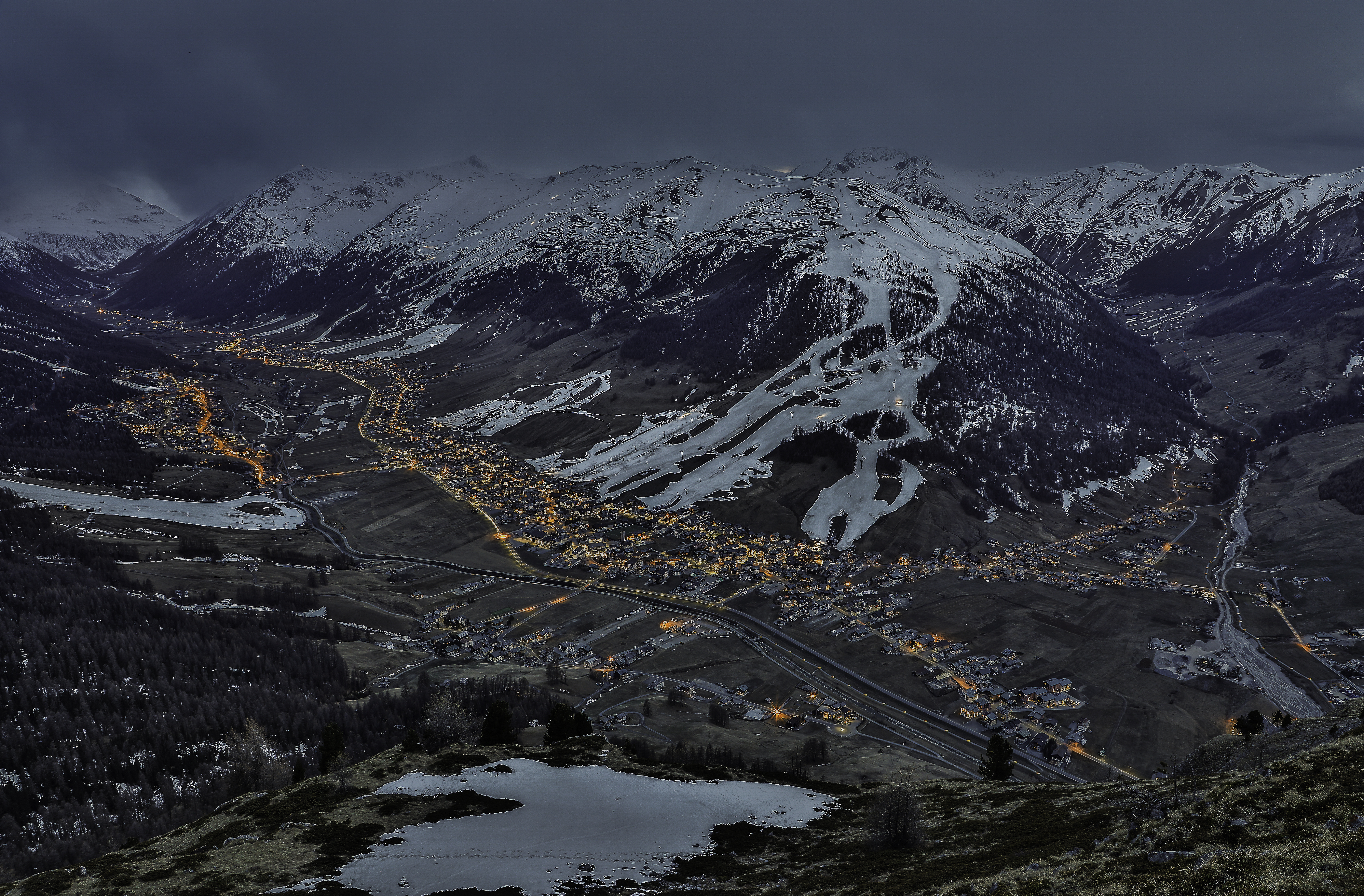
Blick auf Livigno, den Zielort der Königsetappe

Nach dem ersten Ruhetag wurde die Rundfahrt am 11. Mai in Pompei fortgesetzt, ehe die 10. Etappe mit einer Bergankunft im Tourismus Resort Bocca della Selva unweit des Monte Mutria endete. Die 20,9 Kilometer lange Auffahrt von Cusano Mutri wies auf einer Länge von 20,9 Kilometern eine durchschnittliche Steigung von 4,6 % auf, wobei die letzten sieben Kilometer mit rund 7 % zum Ziel führten. Im Zuge der 11. Etappe erreichten die Fahrer die adriatische Küste, der sie tags drauf in Richtung Norden folgten. Dieser 12. Abschnitt beinhaltete zahlreiche, kurze Anstieg die im Hinterland absolviert werden mussten. Als Zielorte der beiden Etappen dienten Francavilla al Mare und Fano. Die 13. Etappe führte die Strecke auf flachen Straßen ins Landesinnere der Emilia-Romagna und endete in Cento. Das zweite Einzelzeitfahren fand am 14. Etappentag statt und wurde zwischen Castiglione delle Stiviere und Desenzano del Garda ausgetragen. Die 31,2 Kilometer lange Strecke verlief dabei ausschließlich auf flachem Terrain. Die 15. Etappe stellte mit einer Länge von 220 Kilometern die Königsetappe dar. Sie führte vom Gardasee nach Livigno, wo sich das Ziel nahe des Passo d’Eira auf einer Höhe von 2385 Metern befand. Zuvor musste mit dem Passo del Mortirolo (1854 m) einer der bekanntesten Anstiege der Italien-Rundfahrt überquert werden.

### Dritte Woche: Entscheidung in den Alpen

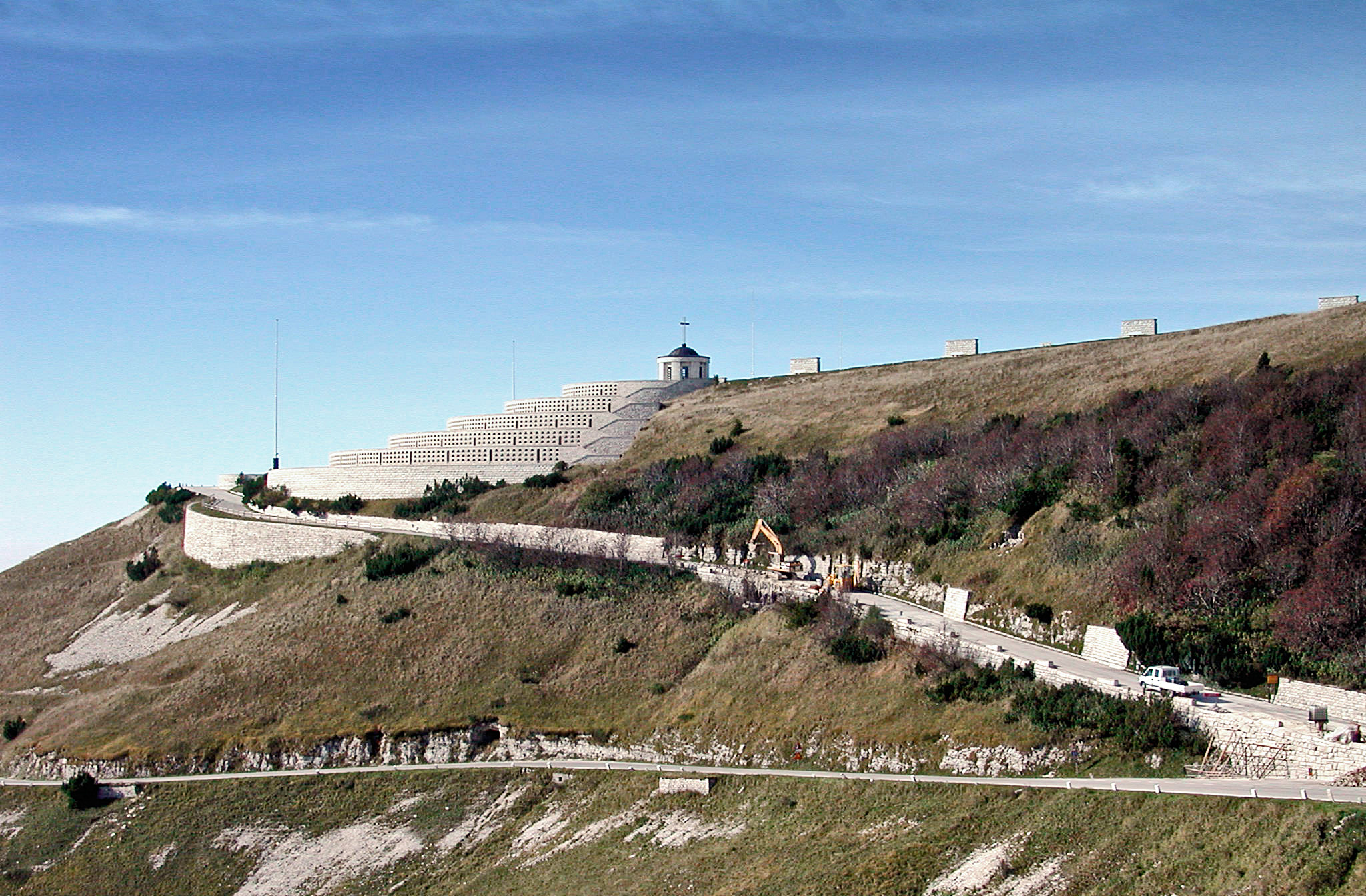
Der Monte Grappa muss auf der vorletzten Etappe zwei Mal überquert werden

Nach dem zweiten Ruhetag wurde der Giro d’Italia mit der 16. Etappe fortgesetzt. Aufgrund des schlechten Wetters wurde mit dem Umbrailpass (2498 m) der höchste Punkt der Rundfahrt (Cima Coppi) aus dem Programm genommen. Die verkürzte Strecke führte in die Dolomiten, wo nach dem Panidersattel (1437 m) der kurze Anstieg des Monte Pana (1625 m) folgte, der auf seinen letzten zwei Kilometern eine durchschnittliche Steigung von mehr als 11 % aufwies. Auf der 17. Etappe wurden mit dem Sellajoch (2218 m), Passo Rolle (1972 m) und Passo Gobera (985 m) drei bekannte Dolomiten-Pässe überquert, ehe im Finale der Passo Brocon (1615 m) zwei Mal aus unterschiedlichen Richtungen befahren wurde. Der Schlussanstieg erfolgte aus dem Süden und wies auf einer Länge von 11,9 Kilometern eine Durchschnittssteigung von 6,5 % auf. Nach zwei anspruchsvollen Tagen in den Alpen führte die 18. Etappe auf flachen Straßen nach Padua, ehe die 19. Etappe in Sappada auf einer Höhe von 1240 Metern zu Ende ging. Zuvor wurden der Passo Duran (1076 m) und die Sella Valcalda (958 m) überquert. Die letzte Bergetappe endete in Bassano del Grappa, nachdem zuvor der Monte Grappa (1675 m) zwei Mal über die SP140 befahren worden war. Diese weist auf einer Länge von 18,2 Kilometern eine durchschnittliche Steigung von 8,1 % auf. Die abschließende 21. Etappe fand auf einem Rundkurs in der italienischen Hauptstadt Rom statt. Das Ziel befand sich unweit des Kolosseums neben dem Forum Romanum.

## Rennverlauf
Auf der 1. Etappe nutzte das UAE Team Emirates um Tadej Pogačar den Colle della Maddelena (698 m), um rund 20 Kilometer vor dem Ziel eine Selektion im Hauptfeld herbei zu führen. Unter anderen wurden mit Romain Bardet (dsm-firmenich PostNL) und Thymen Arensman (Ineos Grenadiers) zwei namhafte Fahrer abgehängt, die schlussendlich eine bzw. zwei Minuten verloren. Nachdem die Kuppe des Anstiegs überquert worden war, kam es auf dem anschließenden Flachstück zu mehreren Angriffen, ehe sich sieben Fahrer absetzen konnten. Unter diesen waren auch Maximilian Schachmann (Bora-hansgrohe) und Damiano Caruso (Bahrain Victorious), der den Giro d’Italia 2021 als Gesamtzweiter beendet hatte. Kurz vor dem nicht-kategorisierten Schlussanstieg der kurzen, aber steilen Strada dal Ponte Isabella a San Vito griff der Italiener Nicola Conci (Alpecin-Deceuninck) aus der Spitzengruppe an und erreichte den Einstieg mit einem Vorsprung von rund 30 Sekunden. Hinter den Ausreißern forcierte nun Tadej Pogačar das Tempo und holte einen Fahrer nach dem anderen ein, ehe er kurz vor der Kuppe auch den führenden Nicola Conci passierte. Ans Hinterrad des Slowenen hatte sich jedoch der Ecuadorianer Jhonatan Narváez (Ineos Grenadiers) geheftete, der gemeinsam mit Tadej Pogačar in die anschließende Abfahrt ging. Nachdem auch Maximilian Schachmann zu dem Spitzen-Duo aufgeschlossen hatte, kam es zu einem Dreier-Sprint, in dem sich Jhonatan Narváez knapp vor Maximilian Schachmann und Tadej Pogačar durchsetzte. Die meisten weiteren Gesamtklassement-Fahrer wie Geraint Thomas (Ineos Grenadiers) und Ben O’Connor (Decathlon AG2R La Mondiale) erreichten das Ziel in der ersten größeren Gruppe mit einem Rückstand von zehn Sekunden. Nairo Quintana (Movistar), Lucas Plapp (Jayco AlUla) und Florian Lipowitz (Bora-hansgrohe) erreichten das Ziel mit größeren Zeitrückständen.
Auf der 2. Etappe wurde Tadej Pogačar seiner Favoriten-Rolle gerecht und gewann die Bergankunft in Oropa (1142 m) mit einem Vorsprung von 27 Sekunden, obwohl er am Fuße der Schlusssteigung nach einem Vorderradschaden zu Sturz gekommen war. Im Sprint um Platz zwei setzte sich Daniel Felipe Martínez (Bora-hansgrohe) vor Geraint Thomas, Lorenzo Fortunato (Astana Qazaqstan) und Florian Lipowitz durch, ehe Michael Storer (Tudor), Cian Uijtdebroeks (Visma-Lease a Bike) und Einer Rubio (Movistar) mit weiteren drei Sekunden Rückstand das Ziel erreichten. Ben O’Connor, der als einziger versucht hatte, dem Angriff von Tadej Pogačar zu folgen, verlor auf den letzten Kilometern den Kontakt zu den anderen Gesamtklassement-Fahrern und überquerte den Zielstrich als 13. mit einer Minute Rückstand. Tadej Pogačar übernahm die Maglia Rosa von Jonathan Narváez und lag nun 45 Sekunden vor Geraint Thomas und Daniel Felipe Martínez. Zu den Verlierern des Tages zählten Damiano Caruso und Antonio Tiberi (beide Bahrain Victorious), die eineinhalb bzw. zweieinhalb Minuten verloren. Nairo Quintana, der bereits am Vortag eine Minute verloren hatte, erreichte das Ziel mit einem Rückstand von fünf Minuten, während Eddie Dunbar (Jayco AlUla) nach einem Sturz fast sechs Minuten einbüßte.
Die 3. Etappe endete im ersten Massensprint, wobei sich Tadej Pogačar und Geraint Thomas kurz vor dem Ziel in einer Steigung vom Hauptfeld absetzen. Die beiden wurden erst auf dem letzten Kilometer gestellt, ehe der Belgier Tim Merlier (Soudal Quick-Step) vor Jonathan Milan (Lidl-Trek) und Biniam Girmay (Intermarché-Wanty) gewann.
Auch die 4. Etappe endete in einem Massensprint, wobei sich diesmal der Italiener Jonathan Milan vor Kaden Groves (Alpecin-Deceuninck) und Phil Bauhaus (Bahrain Victorious) durchsetzte. Rund 4 Kilometer vor dem Ziel griff Filippo Ganna (Ineos Grenadiers) in der Auffahrt zum Capo Mele an, wurde jedoch auf dem letzten Kilometer von den Sprinter-Teams gestellt. Der Eritreer Biniam Girmay musste den Giro d’Italia nach zwei Stürzen aufgeben.
Auf der 5. Etappe ging der Sieg erstmals an einen Fahrer der Ausreißergruppe, die sich erst rund 80 Kilometer vor dem Ziel gebildet hatte. Im Zielsprint setzte sich Benjamin Thomas (Cofidis) vor Michael Valgren (EF Education-EasyPost) und Andrea Pietrobon (Polit Kometa) durch, der auf den letzten 1000 Metern angegriffen hatte. Das Hauptfeld erreichte das Ziel mit einem Rückstand von elf Sekunden.
Die 6. Etappe gewann der Spanier Pelayo Sánchez (Movistar) im Sprint vor Julian Alaphilippe (Soudal Quick-Step) und Lucas Plapp. Die drei waren Teil der Ausreißergruppe gewesen, die sich jedoch erst zur Etappenhälfte absetzte. Im Gesamtklassement führten die Schotter-Sektoren zu keinen nennenswerten Zeitabständen. Nicht an den Start des sechsten Abschnitts gingen Florian Lipowitz und Michael Woods (Israel-Premier Tech).
Im Einzelzeitfahren der 7. Etappe setzte sich der gesamtführende Tadej Pogačar mit einem Vorsprung von 16 Sekunden vor Filippo Ganna durch. Den Unterschied machte der Slowene dabei im Schlussanstieg, der auf den letzten sieben Kilometern zur Innenstadt von Perugia führte. Hinter dem dritten Magnus Sheffield (Ineos Grenadiers) wies Thymen Arensman als Vierter ebenfalls Rückstand von weniger als einer Minute auf. Antonio Tiberi und Daniel Felipe Martínez verloren eine Minute und 20 Sekunden bzw. eine Minuten und 48 Sekunden, während Geraint Thomas als Zehnter bereits einen Rückstand von fast zwei Minuten aufwies und nur wenige Sekunden schneller war als Ben O’Connor und Alexei Luzenko (Astana Qazaqstan). Weiters musste Cian Uijtdebroeks das Weiße Trikot der Nachwuchswertung mit rund drei Minuten Rückstand an Lucas Plapp abgeben. Lorenzo Fortunato, Jan Hirt (Soudal Quick-Step), Juan Pedro López (Lidl-Trek) und Einer Rubio die vor der Etappe ebenfalls in den Top 10 der Gesamtwertung platziert waren, verloren zwischen dreieinhalb und mehr als vier Minuten. Nach der Etappe lag Tadej Pogačar in der Gesamtwertung bereits zwei Minuten und 36 Sekunden vor Daniel Felipe Martínez, der Geraint Thomas um zehn Sekunden auf den dritten Rang verdrängte. Der Gesamtvierte Ben O’Connor wies einen Rückstand von drei Minuten und 33 Sekunden auf, lag jedoch nur etwas mehr als eine Minute vor dem Gesamtzehnten.
Auf der 8. Etappe stand die zweite Bergankunft auf dem Programm, die erneut Tadej Pogačar für sich entschied. Der Gesamtführende kontrollierte gemeinsam mit seinen Teamkollegen den Schlussanstieg nach Prati di Tivo (1450 m) und setzte sich im Zielsprint vor Daniel Felipe Martínez und Ben O’Connor durch. Dahinter folgten Antonio Tiberi, Geraint Thomas, Einer Rubio und Cian Uijtdebroeks mit einem Abstand von zwei Sekunden. Der Verlierer der Etappe war der Kasache Alexei Luzenko, der rund zweieinhalb Minuten verlor und aus den Top 10 der Gesamtwertung fiel. Tadej Pogačar baute mit seinem dritten Etappensieg den Vorsprung in der Gesamtwertung weiter aus und lag nun zwei Minuten und 40 Sekunden vor Daniel Felipe Martínez. Dahinter folgte Geraint Thomas mit einem Rückstand von zwei Minuten und 58 Sekunden. Cian Uijtdebroeks der als Gesamtfünfter bereits etwas mehr als vier Minuten zurücklag übernahm das Weiße Trikot von Lucas Plapp, der ebenfalls viel Zeit einbüßte.
Die 9. Etappe endete in einem Massensprint den Olav Kooij (Visma-Lease a Bike) vor Jonathan Milan und Sebastián Molano (UAE Team Emirates) gewann. Die Entscheidung fiel jedoch erst auf den letzten 50 Metern, auf denen Jhonatan Narváez eingeholt wurde, der sich rund acht Kilometer vor dem Ziel in einer kurzen Steigung vom Hauptfeld abgesetzt hatte. Alexei Luzenko gab das Rennen krankheitsbedingt auf.
Nach dem ersten Ruhetag wurde der Giro d’Italia in Pompei fortgesetzt und führte zu einer weiteren Bergankunft in Bocca della Selva (1392 m). Als Etappensieger der 10. Etappe ging der Franzose Valentin Paret-Peintre (Decathlon AG2R La Mondiale) hervor, der sich im Schlussanstieg aus einer großen Fluchtgruppe vor Romain Bardet und Jan Tratnik (Visma-Lease a Bike) durchsetzte. Im Gesamtklassement führte die Auffahrt nur zu geringen Zeitabständen, wobei Tadej Pogačar die Maglia Rosa souverän verteidigte.
Die 11. Etappe endete in einem Massensprint den Jonathan Milan vor Kaden Groves und Giovanni Lonardi (Polti Kometa) gewann. Mit Cian Uijtdebroeks nahm der Gesamtfünfte und führende in der Nachwuchswertung die Etappe krankheitsbedingt nicht in Angriff.
Auf der 12. Etappe löste sich nach einer schnellen Anfangsphase eine große Spitzengruppe. Rund 125 Kilometer vor dem Ziel setzte sich der Franzose Julian Alaphilippe gemeinsam mit Mirco Maestri (Polti Kometa) von der Ausreißergruppe ab. Die beiden erreichten die Schlusssteigung rund 10 Kilometer vor dem Ziel mit einem Vorsprung von 45 Sekunden, ehe sich Julian Alaphilippe von seinem Begleiter absetzte und als Solist seine erste Giro-d’Italia-Etappe gewann. Dahinter folgten Jhonatan Narváez und Quinten Hermans (Alpecin-Deceuninck) mit einem Rückstand von rund 30 Sekunden.
Die 13. Etappe endete in einem Massensprint, wobei Jonathan Milan seinen dritten Etappensieg feierte. Der Italiener setzte sich diesmal vor Stanisław Aniołkowski (Cofidis) und Phil Bauhaus durch.
Im Einzelzeitfahren der 14. Etappe baute Tadej Pogačar seinen Vorsprung in der Gesamtwertung weiter aus, wobei er sich mit einem Rückstand von 29 Sekunden dem Italiener Filippo Ganna geschlagen geben musste. Auf den nachfolgenden Plätzen folgten Thymen Arensman und Geraint Thomas die eine 1:07 bzw. 1:14 Minuten verloren. Daniel Felipe Martínez belegte den 14. Rang mit einem Rückstand von einer Minute und 45 Sekunden und rutschte somit auf den dritten Gesamtrang ab. Ben O’Connor und Antonio Tiberi beendeten das Zeitfahren in den Top 10. In der Gesamtwertung lag Tadej Pogačar nun drei Minuten und 41 Sekunden vor Geraint Thomas, der nun einen Vorsprung von 15 Sekunden auf Daniel Felipe Martínez aufwies. Ben O’Connor wies als Gesamtvierter einen Rückstand von rund viereinhalb Minuten auf und lag somit im Kampf um das Podium weiterhin in Schlagdistanz. Antonio Tibieri verteidigte seinen Fünften Gesamtrang und das weiße Trikot des besten Nachwuchsfahrers, wobei Thymen Arensman nur noch einen Rückstand von weniger als einer Minute aufwies.
Auf der 15. Etappe, die bei Livigno mit einer Bergankunft zu Ende ging, zeigte Tadej Pogačar einmal mehr seine Dominanz auf und gewann mit einem Vorsprung von 29 Sekunden vor Nairo Quintana, der als letzter Fahrer der Fluchtgruppe eingeholt wurde. Der Slowene griff dabei rund 15 Kilometer vor dem Ziel im Anstieg des Passo di Foscagno (2291 m) an und distanzierte die anderen Gesamtklassement-Fahrer um mehr als zweieinhalb Minuten. Hinter dem Dritten Georg Steinhauser (EF Education-EasyPost) erreichte Romain Bardet das Ziel mit einem Rückstand von zwei Minuten und 47 Sekunden, ehe Daniel Felipe Martínez und Geraint Thomas drei Sekunden später folgten. Einer Rubio und Ben O’Connor wiesen einen Rückstand von zwei Minuten und 58 Sekunden auf. Thymen Arensman erreichte das Ziel als Neunter und lag nun in der Nachwuchswertung nur noch 19 Sekunden hinter Antonio Tiber, der das Ziel als 14. mit einem Rückstand von fast vier Minuten erreichte. Vor dem zweiten Ruhetag betrug der Vorsprung von Tadej Pogačar in der Gesamtwertung bereits sechs Minuten und 41 Sekunden. Auf den Plätzen zwei und drei folgten Geraint Thomas und Daniel Felipe Martínez die weiterhin nur durch 15 Sekunden getrennt waren. Ben O’Connor lag 47 Sekunden hinter einer Podiumsplatzierung.
Nach dem Ruhetag gewann Tadej Pogačar auch die 16. Etappe, die aufgrund des schlechten Wetters um 80 Kilometer verkürzt wurde. Er setzte sich im Schlussanstieg des Monte Pana (1625 m) von den restlichen Fahrern ab und gewann vor dem Italiener Giulio Pellizzari (VF Group-Bardiani CSF-Faizanè) dem er zwar nicht den Etappensieg, dafür aber sein Rosa Trikot schenkte. Daniel Felipe Martínez belegte mit einem Rückstand von 16 Sekunden den dritten Rang während Ben O’Connor und Geraint Thomas 49 Sekunden einbüßten. In der Gesamtwertung lag Tadej Pogačar nun sieben Minuten und 18 Sekunden vor Daniel Felipe Martínez, dessen Vorsprung 22 Sekunden auf Geraint Thomas betrug. Ben O’Connor lag als Gesamtvierter rund eine Minute hinter dem Podium. Im Kampf um das Weiße Trikot des besten Nachwuchsfahrers konnte Antonio Tiberi fünf Sekunden auf Thymen Arensman herausfahren.
Auf der 17. Etappe setzte sich mit Georg Steinhauser (EF Education-EasyPost) ein Ausreißer durch. Der Deutsche war in der frühen Ausreißergruppe und setzte sich, nachdem diese eingeholt worden war, im Finale gemeinsam mit Amanuel Ghebreigzabhier (Lidl-Trek) erneut ab. Rund 35 Kilometer vor dem Ziel setzte er sich in der ersten Auffahrt vom Passo Brocon (1615 m) von seinem Begleiter ab und gewann die Etappe schlussendlich mit einem Vorsprung von einer Minute und 24 Sekunden. Platz zwei ging an den gesamtführenden Tadej Pogačar, der sich im Schlussanstieg erneut von den anderen Gesamtklassement-Fahrern absetzte. Dahinter folgte eine Gruppe mit einem Rückstand von einer Minute und 42 Sekunden in der Antonio Tiberi, Geraint Thomas, Daniel Felipe Martínez, Einer Rubio und Romain Bardet das Ziel erreichten. Thymen Arensman verlor eine Minute und 55 Sekunden, während Ben O’Connor als Verlierer des Tages zwei Minuten und 23 Sekunden auf den Etappensieger einbüßte. In der Gesamtwertung lag Tadej Pogačar am Ende sieben Minuten und 42 Sekunden vor Daniel Felipe Martínez, dessen Vorsprung auf Geraint Thomas weiterhin 22 Sekunden beträgt. Antonio Tiberi lag 41 Sekunden vor Thymen Arensman.
Die 18. Etappe endete in einem Massensprint, in dem sich Tim Merlier vor Jonathan Milan und Kaden Groves durchsetzte.
Auf der 19. Etappe siegte der Italiener Andrea Vendrame (Decathlon AG2R La Mondile) nachdem er sich rund 28 Kilometer vor dem Ziel als Solist von der Ausreißergruppe absetzte. Im Gesamtklassement kam es zu keinen nennenswerten Veränderungen, wobei Geraint Thomas kurz vor dem Ziel zu Sturz kam.
Die letzte Bergetappe (20. Etappe) gewann erneut der gesamtführende Tadej Pogačar, der somit seinen sechsten Etappensieg holte und den Sieg in der Gesamtwertung fixierte. Er griff in der zweiten Auffahrt des Monte Grappa an und gewann schlussendlich mit einem Vorsprung von rund zwei Minuten, wodurch er in der Gesamtwertung nun fast zehn Minuten vor Daniel Felipe Martínez lag. Geraint Thomas wurde zwar in der zweiten Auffahrt distanziert, schloss jedoch noch vor dem Ziel in Bassano del Grappa wieder zu der ersten Verfolgergruppe auf und verteidigte so seinen Podiumsplatz.
Die 21. und letzte Etappe endete in einem Massensprint in Rom, in dem sich Tim Merlier vor Jonathan Milan und Kaden Groves durchsetzte. In der Gesamtwertung sowie in den Sonderwertungen kam es zu keinen nennenswerten Veränderungen. Tadej Pogačar gewann die 107. Austragung des Giro d’Italia mit einem Vorsprung von neun Minuten und 56 Sekunden.

## Reglement
Es galt das Reglement der Union Cycliste Internationale (UCI) für Etappenrennen. In Ergänzung dieser Regelungen legte das Sonderreglement des Veranstalters die Höhe der Preisgelder (soweit nicht Mindestpreisgelder vorgeschrieben sind), die Festlegung von Etappen mit zu erwartenden Sprintankünften als Grundlage der Regeln für die Ermittlung von Zeiten bei Flachetappen, die Zeitbonifikationen, die Punktevergabe für die Punkte- und Bergwertung, die Regelungen weiterer Sonderwertungen und die Karenzzeiten fest.

### Gesamtwertung und Nachwuchswertung
Der Führende der Gesamtwertung trug das Rosa Trikot (Maglia Rosa). Die Gesamtwertung ergab sich wie stets bei Etappenrennen aus der Addition der gefahrenen Zeiten, abzüglich der Bonussekunden, die außer bei Zeitfahren am Etappenziel und bei den Zwischensprints vergeben wurden. Auf Basis der Gesamtwertung ergab sich die Nachwuchswertung, die für jene Fahrer vorbehalten war, die nach dem 1. Januar 1999 geboren worden waren. Der Führende der Nachwuchswertung trug das Weiße Trikot.
Entsprechend den Regeln der UCI wurden auf Etappen, bei denen ein Zielsprint erwartet wurde (1, 3, 4, 5, 6, 9, 11, 12, 13, 18, 20 und 21), Fahrer, die in den letzten drei Kilometern einen Sturz oder Defekt erlitten mit der Zeit der Gruppe für die Gesamtwertung berücksichtigt, in der sie sich zum Zeitpunkt dieses Ereignisses befunden hatten. Zeitabstände zwischen den Fahrern wurden auf den Etappen 3, 4, 5, 9, 11, 13, 18 und 21 nur berücksichtigt, wenn zwischen ihnen mindestens drei Sekunden lagen; im Übrigen betrug der Minimalabstand – außer bei Zeitfahren – eine Sekunde.
| Platzierung       | 1. | 2. | 3. |
| ----------------- | -- | -- | -- |
| Zielankunft       | 10 | 6  | 4  |
| Intergiro Sprint  | 3  | 2  | 1  |
| 3. Zwischensprint | 3  | 2  | 1  |

### Punktewertung
Der Führende in der Punktewertung trug das Violette Trikot (Maglia Ciclamino). Die Punktewertung ergab sich aus der Addition der Punkte der Zielankünfte und den Zwischensprints einer Etappe. Bei der 107. Austragung wurde die Punktevergabe erneut nach der Charakteristik der Etappe gestaffelt. Auf Flachetappen wurden somit mehr Punkte vergeben als auf Bergetappen und in den Zeitfahren. Dies erhöhte die Chancen der Sprinter auf den Sieg in der Punktewertung.
| Kategorie         | 01. | 02. | 03. | 04. | 05. | 06. | 07. | 08. | 09. | 10. | 11. | 12. | 13. | 14. | 15. | Etappen                             |
| ----------------- | --- | --- | --- | --- | --- | --- | --- | --- | --- | --- | --- | --- | --- | --- | --- | ----------------------------------- |
| Kategorie A+B     | 50  | 35  | 25  | 18  | 14  | 12  | 10  | 08  | 07  | 06  | 05  | 04  | 03  | 03  | 01  | 3, 4, 5, 9, 11, 13, 18, 21          |
| Kategorie C       | 25  | 18  | 12  | 08  | 06  | 05  | 04  | 03  | 02  | 01  |     |     |     |     |     | 1, 6, 12                            |
| Kategorie D+E     | 15  | 12  | 09  | 07  | 06  | 05  | 04  | 03  | 02  | 01  |     |     |     |     |     | 2, 7, 8, 10, 14, 15, 16, 17, 19, 20 |
| 1. Zwischensprint | 12  | 08  | 06  | 05  | 04  | 03  | 02  | 01  |     |     |     |     |     |     |     |                                     |
| Intergiro Sprint  | 12  | 08  | 06  | 05  | 04  | 03  | 02  | 01  |     |     |     |     |     |     |     |                                     |

### Bergwertung
Der Führende in der Bergwertung trug das Blaue Trikot (Maglia Azzurra). Diese Wertung ergab sich aus den Punkten, die für die Fahrer vergeben wurden, die einen klassifizierten Anstieg als Erste überquerten. Die Anstiege wurden nach ihrer Schwierigkeit in unterschiedliche Kategorien eingeteilt, wobei auf der Cima Coppi die meisten Punkte vergeben wurden. Insgesamt wurden im Rahmen der 107. Austragung 43 Bergwertungen überquert.
| Kategorie    | 1. | 2. | 3. | 4. | 5. | 6. | 7. | 8. | 9. | bei Zielankunft           |
| ------------ | -- | -- | -- | -- | -- | -- | -- | -- | -- | ------------------------- |
| Cima Coppi   | 50 | 30 | 20 | 14 | 10 | 06 | 04 | 02 | 01 |                           |
| 1. Kategorie | 40 | 18 | 12 | 09 | 06 | 04 | 02 | 01 |    | 50, 24, 16, 9, 6, 4, 2, 1 |
| 2. Kategorie | 18 | 08 | 06 | 04 | 02 | 01 |    |    |    | 26, 12, 8, 4, 2, 1        |
| 3. Kategorie | 09 | 04 | 02 | 01 |    |    |    |    |    |                           |
| 4. Kategorie | 03 | 02 | 01 |    |    |    |    |    |    |                           |

### Mannschaftswertung
Die Mannschaftswertung ergab sich laut dem Reglement der UCI aus der Addition der Zeiten der drei besten Fahrer eines Teams auf jeder Etappe.

### Karenzzeit
Die Karenzzeit war wie die Punktewertung nach der Charakteristik der Etappe gestaffelt. Die maximal zulässige Zeit ergab sich aus der Art der Etappe und der gefahrenen Geschwindigkeit des Siegers.
| Kategorie   | Karenzzeit in Prozent der Siegerzeit | Karenzzeit in Prozent der Siegerzeit | Karenzzeit in Prozent der Siegerzeit | Etappen          |
| ----------- | ------------------------------------ | ------------------------------------ | ------------------------------------ | ---------------- |
| Kategorie A | ≤ 40 km/h: 7 %                       | 40–45 km/h: 8 %                      | > 45 km/h: 10 %                      | 3, 13, 18, 21    |
| Kategorie B | ≤ 37 km/h: 9 %                       | 37–41 km/h: 10 %                     | > 41 km/h: 11 %                      | 4, 5, 9, 11      |
| Kategorie C | ≤ 35 km/h: 11 %                      | 35–39 km/h: 12 %                     | > 39 km/h: 13 %                      | 1, 6, 12         |
| Kategorie D | ≤ 30 km/h: 16 %                      | 30–34 km/h: 17 %                     | > 34 km/h: 18 %                      | 15, 16, 20       |
| Kategorie E | ≤ 30 km/h: 19 %                      | 30–34 km/h: 21 %                     | > 34 km/h: 22 %                      | 2, 8, 10, 17, 19 |
| Zeitfahren  | 30 %                                 | 30 %                                 | 30 %                                 | 7, 14            |

## UCI-Punkte
Der Giro d’Italia 2024 war Teil der UCI WorldTour 2024. Während des Rennens wurden UCI-Punkte vergeben, die sich auf die Platzierung der Fahrer und Mannschaften im UCI Ranking auswirken. Die Punktevergabe erfolgte nach folgendem Schlüssel:
| Platzierung    | 1.   | 2.  | 3.  | 4.  | 5.  | 6.  | 7.  | 8.  | 9.  | 10. | Anmerkung                                |
| -------------- | ---- | --- | --- | --- | --- | --- | --- | --- | --- | --- | ---------------------------------------- |
| Gesamtwertung  | 1100 | 885 | 750 | 600 | 495 | 415 | 340 | 285 | 235 | 180 | gestaffelt bis zum 60. Platz (10 Punkte) |
| Punktewertung  | 20   | —   | —   | —   | —   | —   | —   | —   | —   | —   |                                          |
| Bergwertung    | 20   | —   | —   | —   | —   | —   | —   | —   | —   | —   |                                          |
| Etappenwertung | 180  | 130 | 95  | 80  | 60  | 45  | 40  | 35  | 30  | 25  | gestaffelt bis zum 15. Platz (2 Punkte)  |
| Führung        | 20   | —   | —   | —   | —   | —   | —   | —   | —   | —   | Gesamtführender nach jeder Etappe        |

## Wertungen im Verlauf
| Etappe         | Etappensieger          | Gesamtwertung Maglia Rosa | Punktewertung Maglia Ciclamino | Bergwertung Maglia Azzurra            | Nachwuchswertung Maglia Bianca | Teamwertung                |
| -------------- | ---------------------- | ------------------------- | ------------------------------ | ------------------------------------- | ------------------------------ | -------------------------- |
| 1              | Jhonatan Narváez       | Jhonatan Narváez          | Jhonatan Narváez (1)           | Lilian Calmejane                      | Alex Baudin                    | Ineos Grenadiers           |
| 2              | Tadej Pogačar          | Tadej Pogačar             | Filippo Fiorelli               | Tadej Pogačar (2) (3) (4) (6) (7) (8) | Cian Uijtdebroeks              | Bora-hansgrohe             |
| 3              | Tim Merlier            | Tadej Pogačar             | Tim Merlier                    | Tadej Pogačar (2) (3) (4) (6) (7) (8) | Cian Uijtdebroeks              | Bora-hansgrohe             |
| 4              | Jonathan Milan         | Tadej Pogačar             | Jonathan Milan                 | Tadej Pogačar (2) (3) (4) (6) (7) (8) | Cian Uijtdebroeks              | Ineos Grenadiers           |
| 5              | Benjamin Thomas        | Tadej Pogačar             | Jonathan Milan                 | Tadej Pogačar (2) (3) (4) (6) (7) (8) | Cian Uijtdebroeks              | Ineos Grenadiers           |
| 6              | Pelayo Sánchez         | Tadej Pogačar             | Jonathan Milan                 | Tadej Pogačar (2) (3) (4) (6) (7) (8) | Cian Uijtdebroeks              | Ineos Grenadiers           |
| 7              | Tadej Pogačar          | Tadej Pogačar             | Jonathan Milan                 | Tadej Pogačar (2) (3) (4) (6) (7) (8) | Lucas Plapp                    | Ineos Grenadiers           |
| 8              | Tadej Pogačar          | Tadej Pogačar             | Jonathan Milan                 | Tadej Pogačar (2) (3) (4) (6) (7) (8) | Cian Uijtdebroeks (5)          | Decathlon AG2R La Mondiale |
| 9              | Olav Kooij             | Tadej Pogačar             | Jonathan Milan                 | Tadej Pogačar (2) (3) (4) (6) (7) (8) | Cian Uijtdebroeks (5)          | Decathlon AG2R La Mondiale |
| 10             | Valentin Paret-Peintre | Tadej Pogačar             | Jonathan Milan                 | Tadej Pogačar (2) (3) (4) (6) (7) (8) | Cian Uijtdebroeks (5)          | Decathlon AG2R La Mondiale |
| 11             | Jonathan Milan         | Tadej Pogačar             | Jonathan Milan                 | Tadej Pogačar (2) (3) (4) (6) (7) (8) | Antonio Tiberi                 | Decathlon AG2R La Mondiale |
| 12             | Julian Alaphilippe     | Tadej Pogačar             | Jonathan Milan                 | Tadej Pogačar (2) (3) (4) (6) (7) (8) | Antonio Tiberi                 | Decathlon AG2R La Mondiale |
| 13             | Jonathan Milan         | Tadej Pogačar             | Jonathan Milan                 | Tadej Pogačar (2) (3) (4) (6) (7) (8) | Antonio Tiberi                 | Decathlon AG2R La Mondiale |
| 14             | Filippo Ganna          | Tadej Pogačar             | Jonathan Milan                 | Tadej Pogačar (2) (3) (4) (6) (7) (8) | Antonio Tiberi                 | Ineos Grenadiers           |
| 15             | Tadej Pogačar          | Tadej Pogačar             | Jonathan Milan                 | Tadej Pogačar (2) (3) (4) (6) (7) (8) | Antonio Tiberi                 | Ineos Grenadiers           |
| 16             | Tadej Pogačar          | Tadej Pogačar             | Jonathan Milan                 | Tadej Pogačar (2) (3) (4) (6) (7) (8) | Antonio Tiberi                 | Decathlon AG2R La Mondiale |
| 17             | Georg Steinhauser      | Tadej Pogačar             | Jonathan Milan                 | Tadej Pogačar (2) (3) (4) (6) (7) (8) | Antonio Tiberi                 | Decathlon AG2R La Mondiale |
| 18             | Tim Merlier            | Tadej Pogačar             | Jonathan Milan                 | Tadej Pogačar (2) (3) (4) (6) (7) (8) | Antonio Tiberi                 | Decathlon AG2R La Mondiale |
| 19             | Andrea Vendrame        | Tadej Pogačar             | Jonathan Milan                 | Tadej Pogačar (2) (3) (4) (6) (7) (8) | Antonio Tiberi                 | Decathlon AG2R La Mondiale |
| 20             | Tadej Pogačar          | Tadej Pogačar             | Jonathan Milan                 | Tadej Pogačar (2) (3) (4) (6) (7) (8) | Antonio Tiberi                 | Decathlon AG2R La Mondiale |
| 21             | Tim Merlier            | Tadej Pogačar             | Jonathan Milan                 | Tadej Pogačar (2) (3) (4) (6) (7) (8) | Antonio Tiberi                 | Decathlon AG2R La Mondiale |
| Wertungssieger | Wertungssieger         | Tadej Pogačar             | Jonathan Milan                 | Tadej Pogačar                         | Antonio Tiberi                 | Decathlon AG2R La Mondiale |

## Endstände
| \| Gesamtwertung \| Gesamtwertung \| Gesamtwertung \| Gesamtwertung \| Gesamtwertung \| \| Fahrer \| Fahrer \| Land \| Team \| Zeit \| \| ------------- \| ---------------------- \| ---------------------- \| ----------------------------- \| ----------------- \| \| 1. \| Tadej Pogačar \| Slowenien \| UAE Team Emirates \| 79 h 14 min 03 s \| \| 2. \| Daniel Felipe Martínez \| Kolumbien \| Bora-Hansgrohe \| + 9 min 56 s \| \| 3. \| Geraint Thomas \| Vereinigtes Königreich \| Ineos Grenadiers \| + 10 min 24 s \| \| 4. \| Ben O’Connor \| Australien \| Decathlon-AG2R La Mondiale \| + 12 min 07 s \| \| 5. \| Antonio Tiberi \| Italien \| Bahrain Victorious \| + 12 min 49 s \| \| 6. \| Thymen Arensman \| Niederlande \| Ineos Grenadiers \| + 14 min 31 s \| \| 7. \| Einer Rubio \| Kolumbien \| Movistar Team \| + 15 min 52 s \| \| 8. \| Jan Hirt \| Tschechien \| Soudal Quick-Step \| + 18 min 05 s \| \| 9. \| Romain Bardet \| Frankreich \| Team dsm-firmenich PostNL \| + 20 min 32 s \| \| 10. \| Michael Storer \| Australien \| Tudor Pro Cycling Team \| + 21 min 11 s \| \| 11. \| Filippo Zana \| Italien \| Team Jayco AlUla \| + 23 min 59 s \| \| 12. \| Lorenzo Fortunato \| Italien \| Astana Qazaqstan Team \| + 26 min 44 s \| \| 13. \| Davide Piganzoli \| Italien \| Team Polti Kometa \| + 32 min 23 s \| \| 14. \| Simon Geschke \| Deutschland \| Cofidis \| + 33 min 55 s \| \| 15. \| Rafał Majka \| Polen \| UAE Team Emirates \| + 37 min 05 s \| \| 16. \| Valentin Paret-Peintre \| Frankreich \| Decathlon-AG2R La Mondiale \| + 43 min 26 s \| \| 17. \| Damiano Caruso \| Italien \| Bahrain Victorious \| + 48 min 16 s \| \| 18. \| Luca Covili \| Italien \| VF Group-Bardiani CSF-Faizanè \| + 51 min 08 s \| \| 19. \| Nairo Quintana \| Kolumbien \| Movistar Team \| + 54 min 37 s \| \| 20. \| Domenico Pozzovivo \| Italien \| VF Group-Bardiani CSF-Faizanè \| + 56 min 32 s \| \| 21. \| Alex Baudin \| Frankreich \| Decathlon-AG2R La Mondiale \| + 1 h 00 min 47 s \| \| 22. \| Attila Valter \| Ungarn \| Team Visma \\| Lease a Bike \| + 1 h 04 min 46 s \| \| 23. \| Nicola Conci \| Italien \| Alpecin-Deceuninck \| + 1 h 09 min 10 s \| \| 24. \| Giovanni Aleotti \| Italien \| Bora-Hansgrohe \| + 1 h 13 min 03 s \| \| 25. \| Michel Ries \| Luxemburg \| Arkéa-B&B Hotels \| + 1 h 20 min 06 s \| |                        |                        |                               |                   |
| |                        |                        |                               |                   |
| Quelle: ProCyclingStats |                        |                        |                               |                   |
| Gesamtwertung |                        |                        |                               |                   |
| Fahrer | Fahrer                 | Land                   | Team                          | Zeit              |
| 1. | Tadej Pogačar          | Slowenien              | UAE Team Emirates             | 79 h 14 min 03 s  |
| 2. | Daniel Felipe Martínez | Kolumbien              | Bora-Hansgrohe                | + 9 min 56 s      |
| 3. | Geraint Thomas         | Vereinigtes Königreich | Ineos Grenadiers              | + 10 min 24 s     |
| 4. | Ben O’Connor           | Australien             | Decathlon-AG2R La Mondiale    | + 12 min 07 s     |
| 5. | Antonio Tiberi         | Italien                | Bahrain Victorious            | + 12 min 49 s     |
| 6. | Thymen Arensman        | Niederlande            | Ineos Grenadiers              | + 14 min 31 s     |
| 7. | Einer Rubio            | Kolumbien              | Movistar Team                 | + 15 min 52 s     |
| 8. | Jan Hirt               | Tschechien             | Soudal Quick-Step             | + 18 min 05 s     |
| 9. | Romain Bardet          | Frankreich             | Team dsm-firmenich PostNL     | + 20 min 32 s     |
| 10. | Michael Storer         | Australien             | Tudor Pro Cycling Team        | + 21 min 11 s     |
| 11. | Filippo Zana           | Italien                | Team Jayco AlUla              | + 23 min 59 s     |
| 12. | Lorenzo Fortunato      | Italien                | Astana Qazaqstan Team         | + 26 min 44 s     |
| 13. | Davide Piganzoli       | Italien                | Team Polti Kometa             | + 32 min 23 s     |
| 14. | Simon Geschke          | Deutschland            | Cofidis                       | + 33 min 55 s     |
| 15. | Rafał Majka            | Polen                  | UAE Team Emirates             | + 37 min 05 s     |
| 16. | Valentin Paret-Peintre | Frankreich             | Decathlon-AG2R La Mondiale    | + 43 min 26 s     |
| 17. | Damiano Caruso         | Italien                | Bahrain Victorious            | + 48 min 16 s     |
| 18. | Luca Covili            | Italien                | VF Group-Bardiani CSF-Faizanè | + 51 min 08 s     |
| 19. | Nairo Quintana         | Kolumbien              | Movistar Team                 | + 54 min 37 s     |
| 20. | Domenico Pozzovivo     | Italien                | VF Group-Bardiani CSF-Faizanè | + 56 min 32 s     |
| 21. | Alex Baudin            | Frankreich             | Decathlon-AG2R La Mondiale    | + 1 h 00 min 47 s |
| 22. | Attila Valter          | Ungarn                 | Team Visma \| Lease a Bike    | + 1 h 04 min 46 s |
| 23. | Nicola Conci           | Italien                | Alpecin-Deceuninck            | + 1 h 09 min 10 s |
| 24. | Giovanni Aleotti       | Italien                | Bora-Hansgrohe                | + 1 h 13 min 03 s |
| 25. | Michel Ries            | Luxemburg              | Arkéa-B&B Hotels              | + 1 h 20 min 06 s |

| Punktewertung | Punktewertung         | Punktewertung | Punktewertung                 | Punktewertung |
| Fahrer        | Fahrer                | Land          | Team                          | Punkte        |
| ------------- | --------------------- | ------------- | ----------------------------- | ------------- |
| 1.            | Jonathan Milan        | Italien       | Lidl-Trek                     | 352 P.        |
| 2.            | Kaden Groves          | Australien    | Alpecin-Deceuninck            | 225 P.        |
| 3.            | Tim Merlier           | Belgien       | Soudal Quick-Step             | 193 P.        |
| 4.            | Julian Alaphilippe    | Frankreich    | Soudal Quick-Step             | 132 P.        |
| 5.            | Tadej Pogačar         | Slowenien     | UAE Team Emirates             | 126 P.        |
| 6.            | Andrea Pietrobon      | Italien       | Team Polti Kometa             | 117 P.        |
| 7.            | Filippo Fiorelli      | Italien       | VF Group-Bardiani CSF-Faizanè | 116 P.        |
| 8.            | Davide Ballerini      | Italien       | Astana Qazaqstan Team         | 84 P.         |
| 9.            | Jhonatan Narváez      | Ecuador       | Ineos Grenadiers              | 80 P.         |
| 10.           | Stanisław Aniołkowski | Polen         | Cofidis                       | 78 P.         |

| Bergwertung | Bergwertung             | Bergwertung | Bergwertung                   | Bergwertung |
| Fahrer      | Fahrer                  | Land        | Team                          | Punkte      |
| ----------- | ----------------------- | ----------- | ----------------------------- | ----------- |
| 1.          | Tadej Pogačar           | Slowenien   | UAE Team Emirates             | 270 P.      |
| 2.          | Giulio Pellizzari       | Italien     | VF Group-Bardiani CSF-Faizanè | 206 P.      |
| 3.          | Georg Steinhauser       | Deutschland | EF Education-EasyPost         | 153 P.      |
| 4.          | Nairo Quintana          | Kolumbien   | Movistar Team                 | 114 P.      |
| 5.          | Julian Alaphilippe      | Frankreich  | Soudal Quick-Step             | 101 P.      |
| 6.          | Daniel Felipe Martínez  | Kolumbien   | Bora-Hansgrohe                | 81 P.       |
| 7.          | Simon Geschke           | Deutschland | Cofidis                       | 78 P.       |
| 8.          | Valentin Paret-Peintre  | Frankreich  | Decathlon-AG2R La Mondiale    | 59 P.       |
| 9.          | Romain Bardet           | Frankreich  | Team dsm-firmenich PostNL     | 47 P.       |
| 10.         | Amanuel Ghebreigzabhier | Eritrea     | Lidl-Trek                     | 42 P.       |

| Nachwuchswertung | Nachwuchswertung       | Nachwuchswertung   | Nachwuchswertung           | Nachwuchswertung  |
| Fahrer           | Fahrer                 | Land               | Team                       | Zeit              |
| ---------------- | ---------------------- | ------------------ | -------------------------- | ----------------- |
| 1.               | Antonio Tiberi         | Italien            | Bahrain Victorious         | 79 h 26 min 52 s  |
| 2.               | Thymen Arensman        | Niederlande        | Ineos Grenadiers           | + 1 min 42 s      |
| 3.               | Filippo Zana           | Italien            | Team Jayco AlUla           | + 11 min 10 s     |
| 4.               | Davide Piganzoli       | Italien            | Team Polti Kometa          | + 19 min 34 s     |
| 5.               | Valentin Paret-Peintre | Frankreich         | Decathlon-AG2R La Mondiale | + 30 min 37 s     |
| 6.               | Alex Baudin            | Frankreich         | Decathlon-AG2R La Mondiale | + 47 min 58 s     |
| 7.               | Giovanni Aleotti       | Italien            | Bora-Hansgrohe             | + 1 h 00 min 14 s |
| 8.               | Edoardo Zambanini      | Italien            | Bahrain Victorious         | + 1 h 13 min 07 s |
| 9.               | Kevin Vermaerke        | Vereinigte Staaten | Team dsm-firmenich PostNL  | + 1 h 20 min 52 s |
| 10.              | Mauri Vansevenant      | Belgien            | Soudal Quick-Step          | + 1 h 34 min 54 s |

| Mannschaftswertung | Mannschaftswertung            | Mannschaftswertung           | Mannschaftswertung |
| Team               | Team                          | Land                         | Zeit               |
| ------------------ | ----------------------------- | ---------------------------- | ------------------ |
| 1.                 | Decathlon-AG2R La Mondiale    | Frankreich                   | 238 h 30 min 07 s  |
| 2.                 | Ineos Grenadiers              | Vereinigtes Königreich       | + 44 min 23 s      |
| 3.                 | UAE Team Emirates             | Vereinigte Arabische Emirate | + 1 h 01 min 50 s  |
| 4.                 | Bahrain Victorious            | Bahrain                      | + 1 h 20 min 25 s  |
| 5.                 | Movistar Team                 | Spanien                      | + 1 h 51 min 00 s  |
| 6.                 | Astana Qazaqstan Team         | Kasachstan                   | + 1 h 58 min 31 s  |
| 7.                 | VF Group-Bardiani CSF-Faizané | Italien                      | + 2 h 16 min 59 s  |
| 8.                 | Team dsm-firmenich PostNL     | Niederlande                  | + 2 h 18 min 50 s  |
| 9.                 | Bora-Hansgrohe                | Deutschland                  | + 2 h 45 min 37 s  |
| 10.                | Soudal Quick-Step             | Belgien                      | + 2 h 58 min 22 s  |